# Predor 1. mart
Predor „1. mart“ (1. marec), tudi Predor Vijenac, je avtocestni predor v Bosni in Hercegovini. Leži na avtocesti A1 med Zenico in Kaknjem ter predstavlja del panevropskega prometnega koridorja Vc.

## Značilnosti
Predor ima dve cevi, ki sta dolgi 2949 (proti Zenici) oziroma 2914 metrov (proti Sarajevu). Cevi sta povezani z dvema prehodoma za vozila in s prehodi za osebe na vsakih 250 metrov. Predor je v celoti nadzorovan z varnostnimi kamerami ter opremljen s protipožarno zaščito, sistemom za odvajanje vode in svetlobnimi znaki spreminjajoče vsebine, kot tudi z LED-razsvetljavo.
Cestnina odseka avtoceste Zenica-jug–Lašva, na katerem se predor nahaja, zaradi predora ni posebej povišana. Omejitev hitrosti v predoru znaša 100 km/h.
Nadzorni center predora (Centar za održavanje i kontrolu prometa) se nahaja v Drivuši v predmestju Zenice.

## Gradnja
Razpis za izvajalca gradnje predora se je začel novembra 2009. Sprva je bila sklenjena pogodba s slovenskim podjetjem SCT v vrednosti 54 milijonov evrov, po kateri naj bi bil predor dokončan avgusta 2013.
Sredi leta 2010 so prišle na dan finančne težave gradbinca. Februarja 2011 je upravitelj avtocest razdrl pogodbo z SCT-jem; gradnja je bila predana slovenskemu podjetju Primorje, ki je bilo na razpisu zasedlo drugo mesto. Pogodba v vrednosti 62 milijonov evrov je bila podpisana v začetku maja 2011. Dokončanje predora je bilo tedaj predvideno 33 mesecev po podpisu. Po enem letu gradnje je šlo v stečaj tudi Primorje in dela so se ustavila sredi junija 2012. Julija 2012 je bilo oznanjeno, da bo gradnjo nadaljeval konzorcij bosanskohercegovskih gradbenih podjetij Hidrogradnja, Euroasfalt, ŽGP in Primorje BH. Zaradi prekinjene pogodbe je družba JP Autoceste FBiH uveljavila garancijo za dobro izvedbo del v višini 6,2 milijona in avansno garancijo v višini 4,1 milijona evrov.
Preboj obeh predorskih cevi je bil opravljen 1. marca 2013, simbolično na dan neodvisnosti Bosne in Hercegovine, po katerem je predor dobil novi naziv. Vrednost prve faze gradnje je znašala 18 milijonov evrov. Dela v sklopu druge faze, ocenjena na 24 milijonov evrov, so pripadla konzorciju podjetij Euroasfalt in ŽGP in bila dokončana 1. marca 2014. Predor je bil slovesno odprt za promet 25. avgusta 2014, s čimer je bil dokončan šestkilometrski avtocestni odsek Zenica–Lašva in s tem avtocestna povezava med Sarajevom in Zenico.